# Beaucamps-Ligny
Beaucamps-Ligny ist eine nordfranzösische Gemeinde mit 845 Einwohnern (Stand: 1. Januar 2022) im Département Nord in der Region Hauts-de-France. Sie gehört zum Arrondissement Lille und zum Kanton Lille-6. Die Einwohner heißen Beaucampois.

## Geographie
Beaucamps-Ligny liegt etwa zehn Kilometer westsüdwestlich des Stadtzentrums von Lille nahe der Grenze zu Belgien. Umgeben wird Beaucamps-Ligny von den Gemeinden Radinghem-en-Weppes im Norden, Escobecques im Nordosten, Erquinghem-le-Sec im Osten, Hallennes-lez-Haubourdin im Osten und Südosten, Santes im Südosten, Wavrin im Südosten und Süden, Fournes-en-Weppes im Süden und Westen sowie Le Maisnil im Nordwesten. Am Südrand der Gemeinde verläuft die autobahnartig ausgebaute RN 41.

## Geschichte
1164 soll der Legende nach Thomas Becket hier verhaftet worden sein.
1927 wurden die Gemeinden Beaucamps und Ligny-en-Weppes zusammengeschlossen.

## Bevölkerungsentwicklung
| Jahr                       | 1962 | 1968 | 1975 | 1982 | 1990 | 1999 | 2006 | 2013 | 2020 |
| Einwohner                  | 666  | 697  | 676  | 699  | 857  | 914  | 912  | 866  | 844  |
| Quellen: Cassini und INSEE |      |      |      |      |      |      |      |      |      |

## Sehenswürdigkeiten

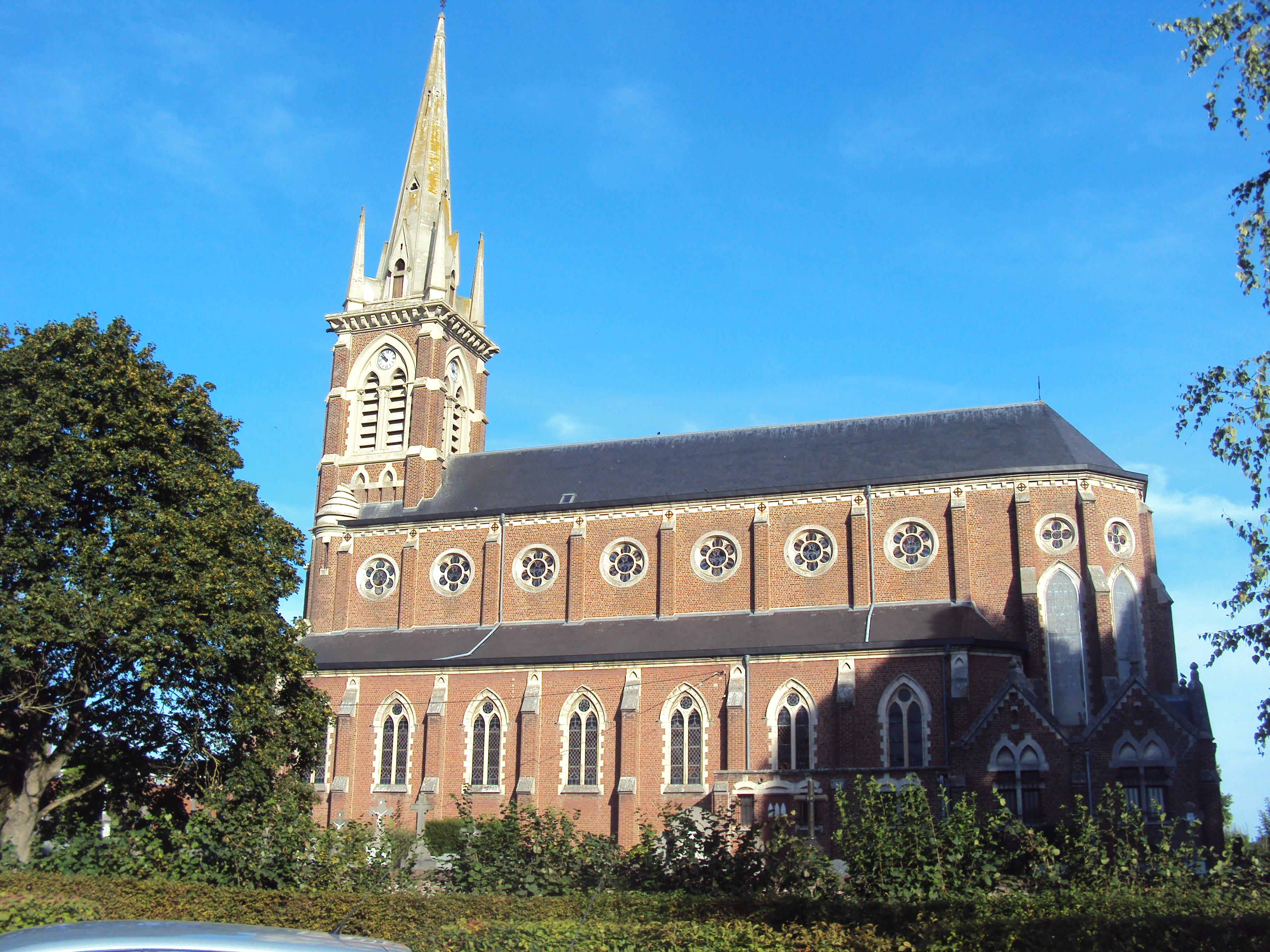
Kirche Saint-Pierre
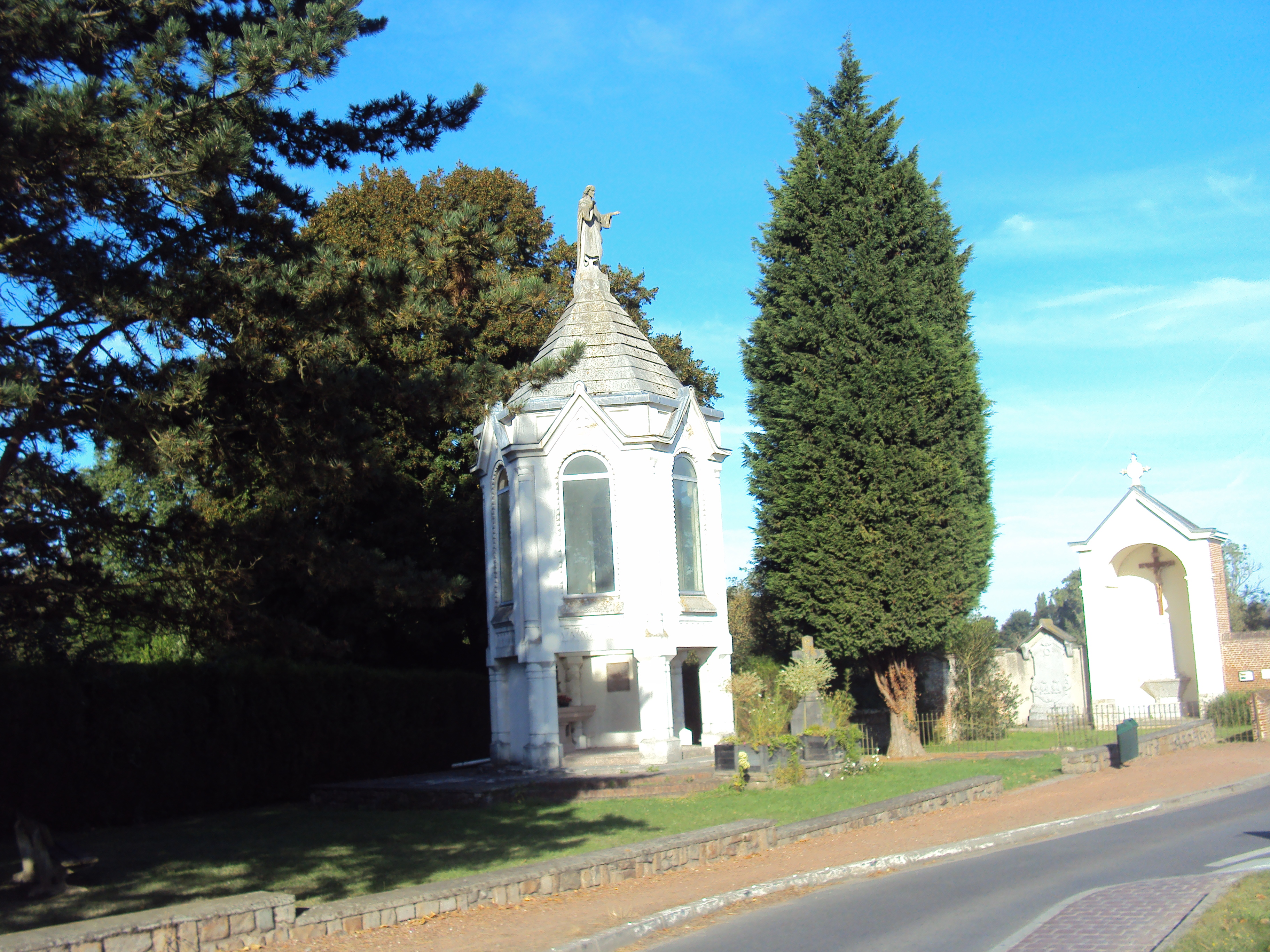
Kapelle im Ortsteil Ligny
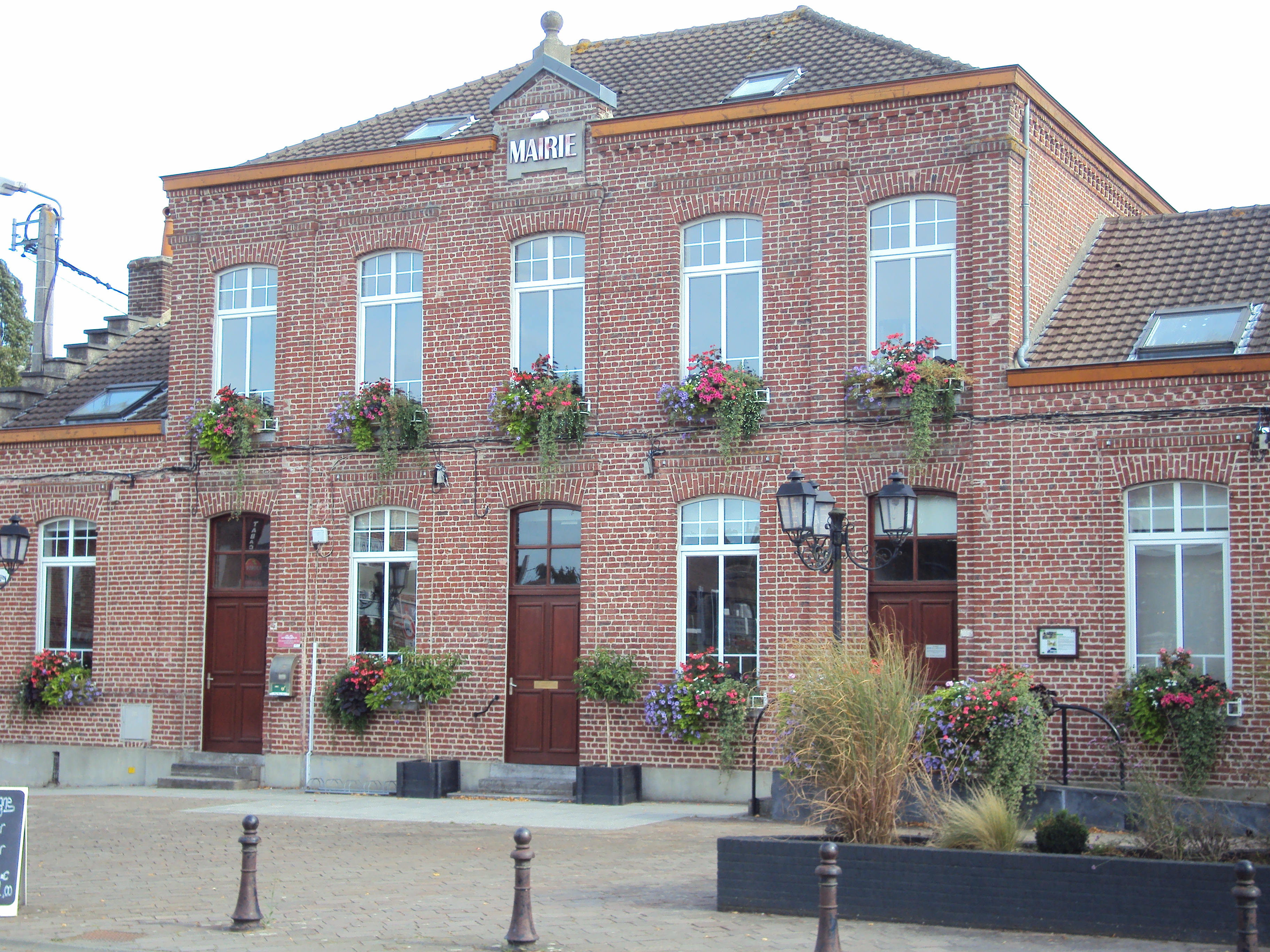
Rathaus
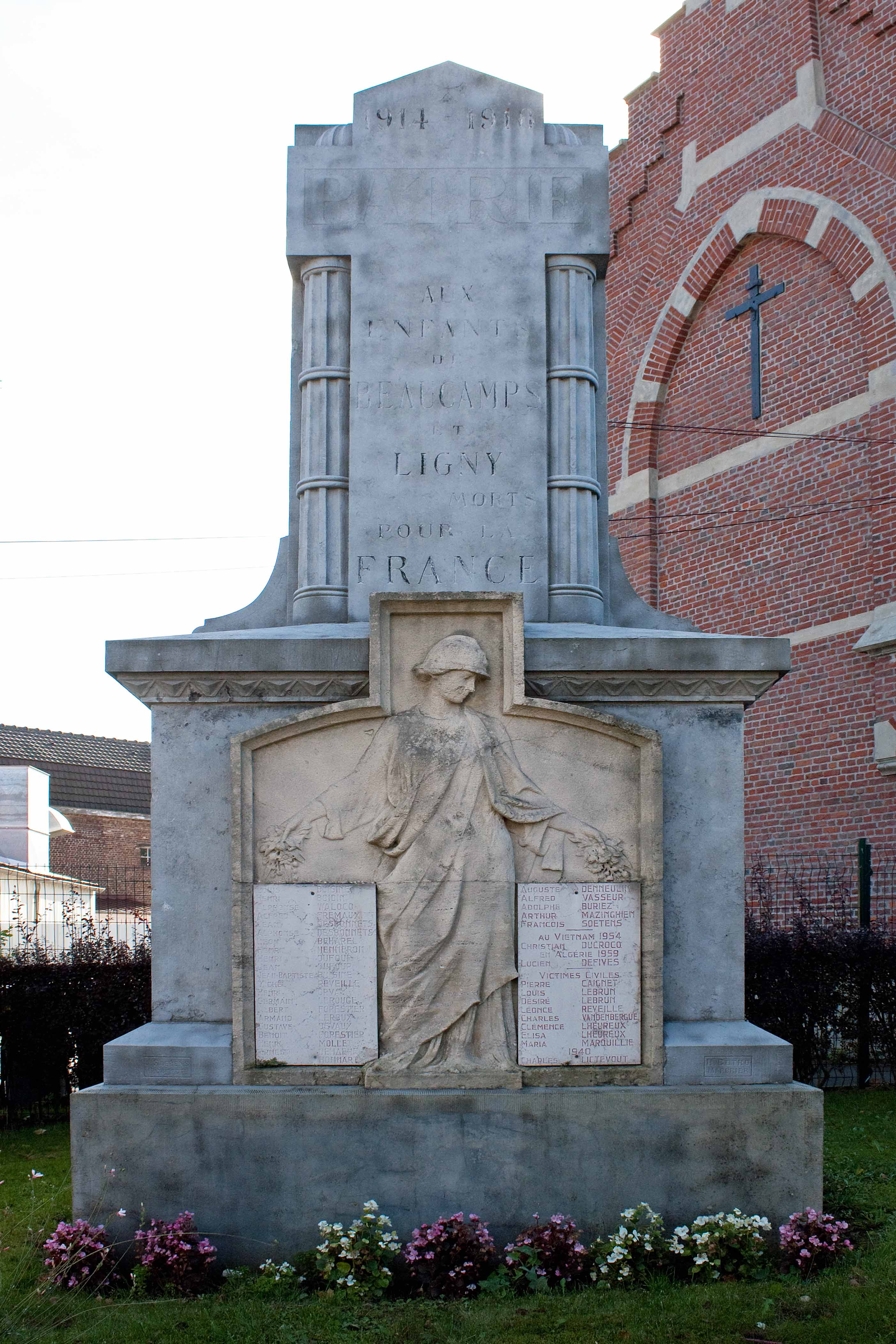
Gefallenendenkmal
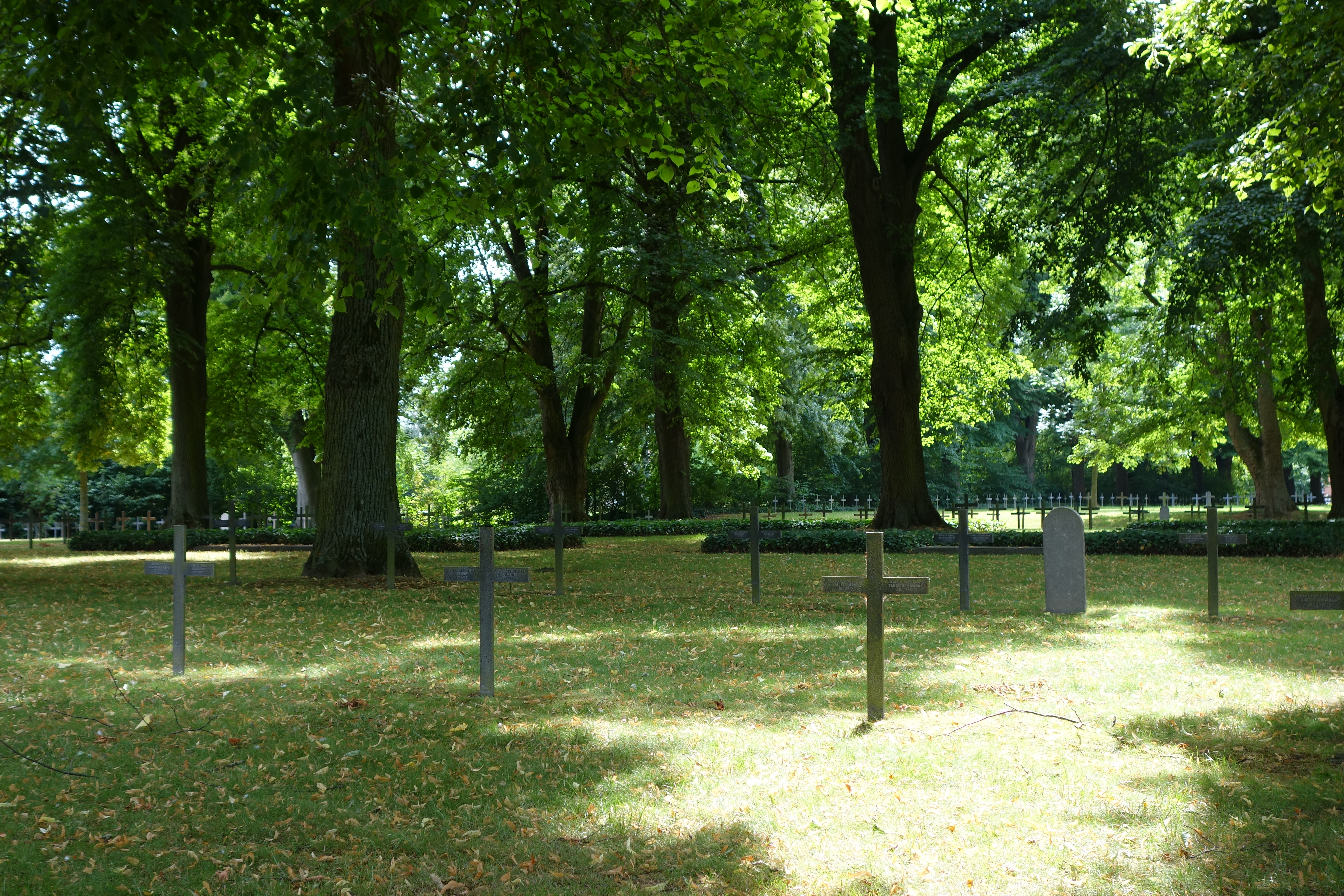
Deutscher Soldatenfriedhof
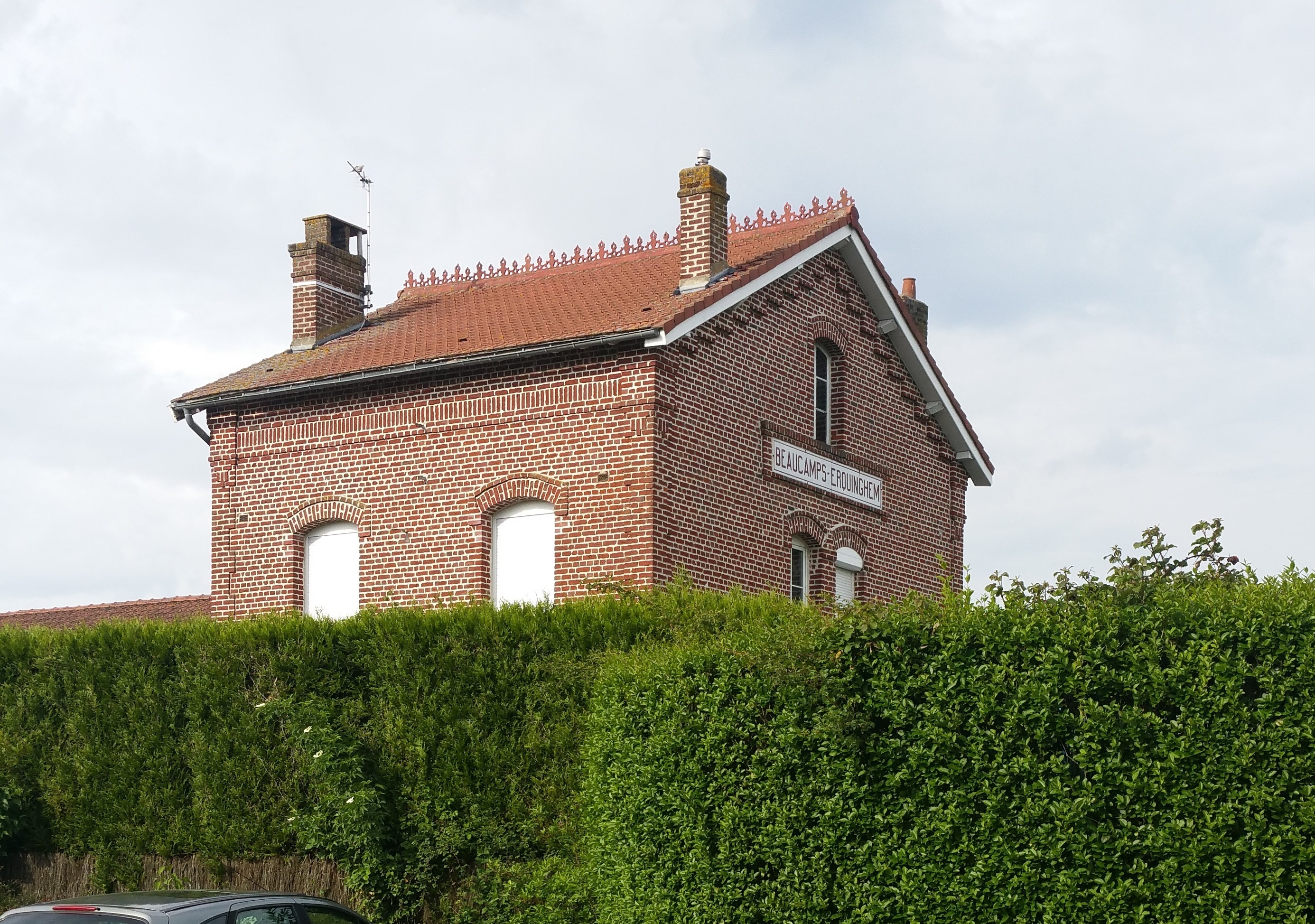
Ehemaliger Bahnhof Beaucamps-Erquinghem

- Kirche Saint-Pierre
- Kapelle im Ortsteil Ligny
- Rathaus
- Gefallenendenkmal
- Deutscher Soldatenfriedhof
- Ehemaliger Bahnhof Beaucamps-Erquinghem